# 현경식

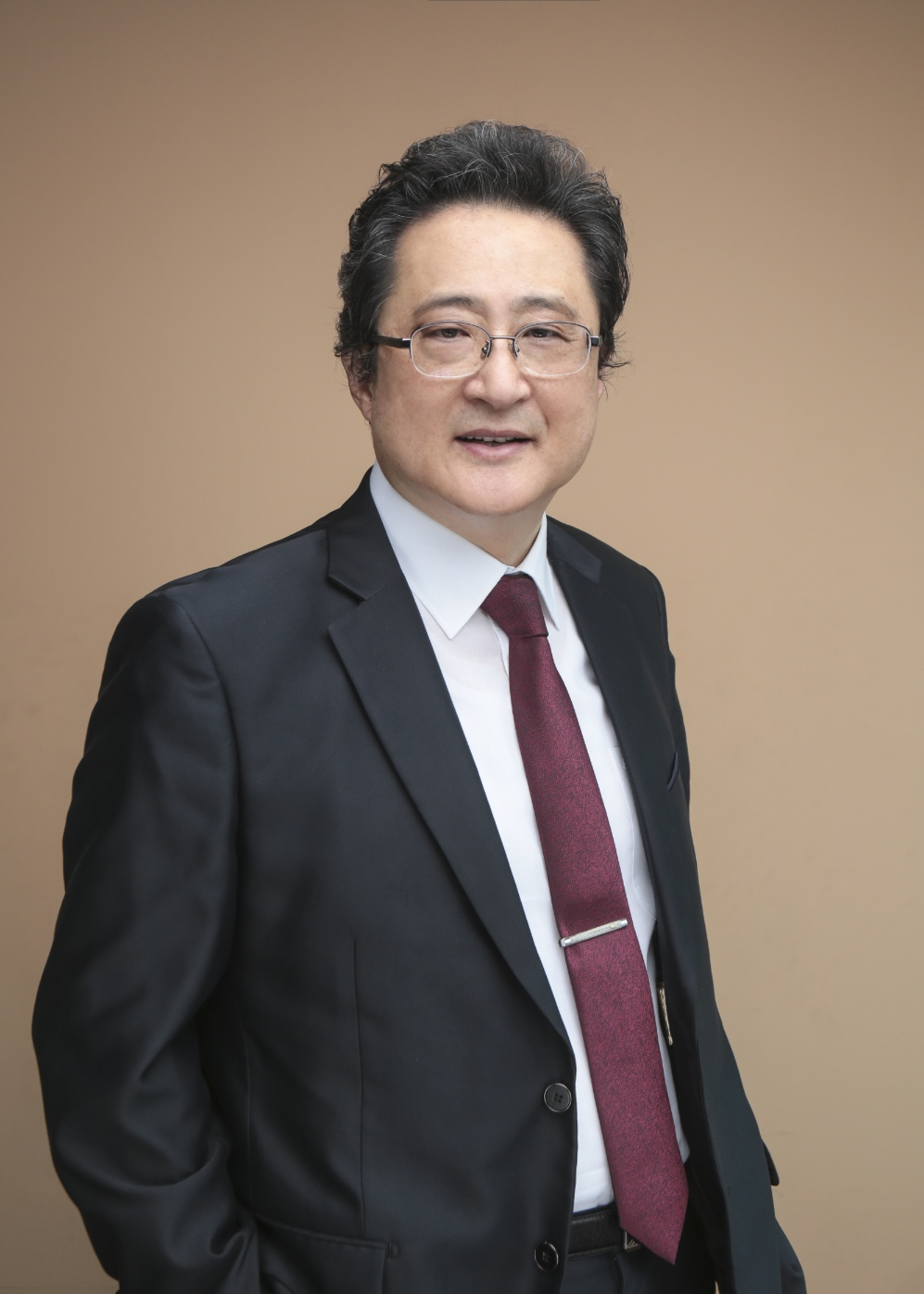
현경식 전주대학교 교수

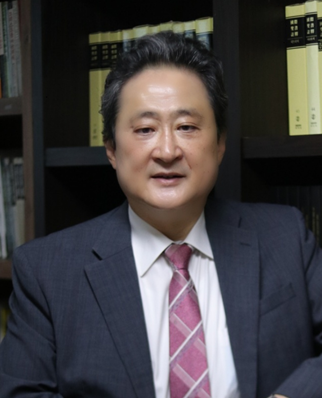
현경식 박사

현경식(玄慶植, 1959년 11월 5일~)은 대한민국의 신학자, 성경학자이자 목회자이다. 한국혼혈아선교회 설립 및 이사장을 역임하였고, 아시아-아프리카교회설립연합회(ACA)설립하여 현재 이사장이며, 상립교회를 설립하고 현재 담임 목회자이다.
전주대학교에서 신약신학을 가르쳤고 그리스도 십자가 신학자로 평가받는다.

## 학력
- 한양대학교 화학공학과 공학사(BS)
- 감리교 신학대학 대학원 신학석사(MTh)
- 남감리교대학(Southern Methodist University) 신학대학원 목회학석사(MDiv)
- 시카고 신학대학원(Chicago Theological Seminary) 신학박사(PhD, 신약신학)

## 경력
- 시카고 올랜드팍 제일연합감리교회 개척 및 담임목사(1991 - 1997)
- 서울 상립교회 개척 및 담임목사(2003 - 현재)
- 한국혼혈아선교회 설립 및 이사장(1991-2000)
- 전주대학교 인문대학 신학과, 선교신학대학원 교수(1997 - 2020)
- 전주대학교 수퍼스타칼리지 교양학부 교수(2020 - 2023)
- 전주대학교 선교신학대학원장(2001 - 2009)
- 전주대학교 선교지원처장(2003 - 2005)
- 한국신약학회 편집위원(2003 - 2004)
- 한국기독교대학신학대학원협의회 전 회장 및 이사장(2005 - 2009)
- 아시아-아프리카교회설립연합회(ACA)설립, 이사장(2003 - 현재)
- 대한예수교장로회 참여교단 대표(2010 - 현재)
- ACA신학대학원(인도, 벵갈로) 설립, 총장(2011 - 현재)

## 생애
1959년 11월 5일 서울에서 출생했다. 아버지 현순철은 평양 출신으로 서울에 홀로 상경하여 고등고시에 합격하여 판사가 된 이산가족이다. 1969년에 변호사로 개업하여 지금까지 생존해 계시며 상립 교회의 명예장로이다. 4대째 기독교 집안에서 태어나 실로 신앙의 뿌리가 깊다고 할 수 있다.
1991년에 시카고에서 미국 연합감리교회(United Methodist Church)로부터 목사 안수를 받았으며 다음 해인 1992년 시카고 남부의 올랜드팍(Orland Park)에서 한인 교회를 개척하였다.
신약신학 박사학위를 1997년 마쳤으며 단독 목회도 겸하여 지속하였다. 같은 해에 전주대학교 기독교학과에 지원하여 교수 생활을 시작하게 되었다. . 2003년 3월에는 아시아-아프리카 교회설립연합회(ACA: Asia-Africal Church Builders' Association) 창립예배를 드리고 4월에는 이 선교를 위하여 서울 번동에서 상립 교회를 시작하였다. 지금까지 상립교회 담임 목회자로 활동하고 있다. 1999년 한국기독교대학 신학대학원협의회 설립에 참여하게 되었다.   2011년 인도 벵갈로에 ACA 신학대학원을 설립하여 정부의 허가를 받아 개교하게 되었다.

## 신학
신학을 한마디로 말하면 “그리스도 중심의 신학”(Christ-centered Theology)이다. 학교에서는 늘 십자가의 신학자로 불리지만 그리스도 중심의 신학이 곧 십자가의 신학을 말한다. 그의 신학은 그가 저술한 책의 제목에서 알 수 있다: 『그리스도와 교회: 바울의 신학과 공동체 윤리』, 『그리스도와 설교』, 『그리스도와 십자가』, 등. 현 교수가 그리스도 중심의 신학을 강의하면서 가장 강조하는 것은 “부활 후 신앙”이다.  부활 후 신앙이란 예수님이 죽으시고 부활하신 후에야 제자들이 예수님을 바로 알고 깨달은 신앙을 의미한다(요 2:22 참조). 예수님이 살아서 활동하실 때는 어느 누구도 그가 누구인지 깨닫지 못했다. 예수님이 자신의 죽음과 부활을 예고하실 때도 제자들은 고난 받는 메시야의 의미를 알지 못했다. 그러나 예수님의 죽음을 바라보며 백부장이 “이는 진실로 하나님의 아들이었도다”라고 고백하고 있으며(마 27:54 참조) 도마도 부활하신 예수님을 보고서야 “당신은 나의 주 나의 하나님”(요 20:28 참조)이라고 고백한다. 이 부활 후 고백의 공통점이 “하나님의 아들 주님 예수 그리스도”이다.

## 연구의 특징
- 그리스도 중심의 신학 즉, 십자가의 신학, 말씀을 바탕으로 정립된 신학을 목회자들이 공부하고 설교해야 할 내용으로 해석 할 수 있도록 연구한다.
- 믿음도 그리스도요, 의도 그리스도요, 영도 그리스도라는 주제를 연구한다.
- 성경비평 방법은 수사학적 성경해석이다. 전주대학교에서 석, 박사 학생들을 지도하면서 예외 없이 수사학비평으로 논문을 쓰도록 지도했다. 지난 25년간 졸업한 석, 박사 학생들의 논문은 모두 수사학적인 성경해석 방법으로 작성되었다. 이 논문들은 국회 도서관에서 검색하면 누구나 열람할 수 있는 논문들이다. 이런 점에서 전주대학교는 수사학비평의 메타라 불려도 과언이 아니다.
- 목회자며 동시에 신학자다. 목회를 하기 위해서 신학대학원에 입학한 것이지 교수가 되기 위해서가 아니라는 말을 입버릇처럼 해 왔다. 목회를 한시도 쉰 적이 없으며 한 시도 내려놓을 생각도 하지 않았다.

## 저서와 논문

### 단행본
- 『그리스도와 교회: 바울의 신학과 공동체 윤리』, 과천: 삼원서원, 2010.
- 『요한복음의 수사학적 해석』, 서울: 옥토와 소리, 2014.
- 『수사학과 성경해석』, 서울: 옥토와 소리, 2014.
- 『그리스도와 설교』, 서울: 옥토와 소리, 2015.
- 『그리스도와 십자가』, 서울: 옥토와 소리, 2016.
- 『성경적 조직신학』, 남양주: 스타우로스, 2020.
- 『신약의 구약해석』, 남양주: 홀리북클럽, 2022.

## 공저
- 현경식, 이성호, 『수사학적 성경해석의 이론과 실제』, 서울: 성서연구사, 2000.
- 현경식, 이신형, 신명숙, 『성경과 삶』, 전주: 전주대학교출판부, 2000.
- 현경식, 이신형, 신명숙, 김은수, 김형길, 『기독교와 사회문화』, 전주: 전주대학교출판부, 2012.

## 학술 논문
- “Inculturation of the Gospel in Galatians”, 『한국기독교신학논총』, 63호, 2009년,  57-76.
- “The Rhetorical Use of the Old Testament in Hebrews,” 『한국기독교신학논총』, 78호, 2012년, 155-176.
- “수사학적 비평이란 무엇인가?” 『신학사상』, 102호, 1998년, 147-1166.
- “공관복음 비유의 상황적 해석,” 『전주대학교논문집』, 5권, 1998년, 83-96.
- “수사학을 이용한 설교,” 「인문과학연구」 제4호, 1999년, 127-133.
- “신약성서에 나타난 세례이해,” 『복음과 학문』, 4권, 1999년, 11-22.
- “요한복음의 종말론과 윤리,”  『신약논단』, 5권, 1999년, 120-141.
- “매면 매일 것이요 풀면 풀리리라,”  『설교자를 위한 성경연구』, 5권9호, 1999년, 1-11.
- “공동체의 구원을 위하여: 바울의 몸 사상을 중심으로,”  『신약논단』, 9권1호, 2002년,  183-206.
- “요한복음의 피스튜오(pisteuo) 연구,”  『신약논단』, 9권4호, 2002년, 897-923.
- “바울의 오이코도메 윤리,”  『신약논단』, 10권2호, 2003년, 367-389.
- “십자가 사건과 믿음,”  『기독교사상』, 556호, 2005년, 118-129.
- “교회를 세우는 공력,”  『기독교사상』, 557호, 2005년, 112-123.
- “십자가 밑에 세워진 교회,”  『기독교사상』, 558호, 2005년, 154-164.
- “하나님의 나라와 믿음의 공동체,” 『신약논단』, 13권2호, 2006년, 377-400.
- “십자가 신학과 교회,” 『한국기독교신학논총』, 52호, 2007년, 57-83.
- “새 교회란 어떤 교회인가?” 「새시대·새목회」 제1권, 2009년, 33-61.
- “죽은 자들을 위한 세례: 이단적 관습인가?” 「새시대·새목회」 제2권1호, 2010년, 49-79.
- “삼위일체 신론과 교회,” 「인문과학연구」 제16호, 2011년, 131-152.
- “베드로전서에 나타난 선행의 윤리,” 『신약논단』, 제18권4호, 2012년, 1183-1212.
- “요한의 고별담론과 사랑의 수사학,” 『신약논단』 제20권제2호, 2013년 371-408.
- “요한복음에 나타난 기독론적 교회 상(像),” 「새시대·새목회」 제8집(2013년 3월),  1-35.
- “갈라디아서에 나타난 자유의 윤리,” 「인문과학연구」 제18호(2013년 4월), 141-166.
- “요한복음 8장에 나타난 기독론적 신론,” 『신약논단』, 21권4호, 2015년, 955-992.
- “빌립보서에 나타난 본받음의 윤리,” 『신약논단』, 22권3호, 2015년, 781-808.

## 같이 보기
- 한국의 신학자 목록